# Tubarões do Cerrado
Tubarões do Cerrado  é uma equipe de futebol americano brasileira, sediada em Brasília, no Distrito Federal. fundada em 26 de setembro de 2004, filiada a CBFA e que disputa o Campeonato Brasileiro de Futebol Americano.

## História
A equipe nasceu de cinco amigos, fãs de futebol americano, que decidiram praticar o esporte no gramado da Esplanada dos Ministérios, onde o time pratica até os dias de hoje. Sua primeira partida aconteceu somente em 2006, contra a equipe que se tornaria seu tradicional rival, o Cuiabá Arsenal. A partida, em território Mato-grossense, terminou 30 a 08 para os mandantes. No mesmo ano, dessa vez em Brasília, os Tubarões deram o troco e venceram por 14 a 12.
Em abril de 2007, o Tubarões do Cerrado sediou e venceu o I Torneio da Capital, vencendo as equipes do Ipanema Tatuís, Cuiabá Arsenal e Federais. A segunda edição do torneio, no ano seguinte, também realizado em Brasília, terminou com vitória da equipe cuiabana, que derrotou os Tubarões do Cerrado por 8x0. Os Tubarões do Cerrado viriam a se tornar full pad no final daquele ano.
Em 2009, o Tubarões do Cerrado estava entre as oito equipes fundadoras do Torneio Touchdown. A equipe disputou somente duas partidas na primeira fase do campeonato, perdendo ambas para o rival Cuiabá Arsenal.
No ano de 2010 o Tubarões disputou a Liga Brasileira de Futebol Americano. Sendo eliminado na primeira fase. Na LBFA 2010, o Tubarões foi o time com a melhor campanha entre os não classificados, com 03 vitórias sobre Minas Locomotiva, Sorocaba Vipers e Cuiabá Arsenal. Em 2011, a equipe volta ao Torneio Touchdown, mas fica fora dos playoffs ao terminar a temporada com somente uma vitória, sobre o Uberlândia Lobos.
Em 2012, o Tubarões do Cerrado, renovado, faz uma grande participação no Torneio Touchdown, terminando a fase classificatória em 2º de seu grupo ao vencer seus confrontos contra Vitória Antares, Ipatinga Tigres, Lusa Rhynos, Santos Tsunami, Brasília V8 e Palmeiras Locomotives. Classificou-se para os playoffs, mas foi eliminado nas quartas ao perder para o Timbó Rex por 10-03 em território catarinense.
Em 2013, a equipe da capital federal acabou ficando fora dos playoffs novamente ao terminar a temporada com 03 vitórias (Ipatinga Tigres, Brasília V8 e Vitória All Saints) e 04 derrotas (Botafogo Challengers, Vasco da Gama Patriotas, Jaraguá Breakers e Minas Locomotiva).
Em 2014, a equipe volta aos playoffs do Torneio Touchdown, após terminar a temporada regular com 04 vitórias (Santos Tsunami, Minas Locomotiva, Uberlândia Lobos e Brasília V8) e 03 derrotas (Vitória Antares, Vasco da Gama Patriotas, Botafogo Reptiles). Foi novamente eliminada nas quartas de final contra o futuro campeão da edição - Vasco da Gama - por 47-0 no Rio de Janeiro.
Em 2015, a equipe disputou e perdeu o Desafio Centro-Oeste de Futebol Americano contra a equipe do Cuiabá Arsenal em dois jogos (30-10 placar agregado). Ficou de fora dos playoffs da 7ª edição do Torneio Touchdown, após encerrar a  temporada regular com 03 vitórias (Minas Locomotiva, Rio Branco F.A, Corinthians Steamrollers) e 04 derrotas ( Vasco da Gama Patriotas, Vila Velha Tritões, Santos Tsunami e Flamengo Futebol Americano),o Tubarões foi o time com a melhor campanha entre os não classificados.
Em 2016, a equipe disputou e conquistou o l Cerrado Bowl com uma campanha de de 03 vitórias (Brasília V8, Leões de Judá e Goiânia Rednecks) e 01 derrota (Goiânia Rednecks) e se encontra com uma campanha de 03 vitórias (Sorocaba Vipers, Goiânia Rednecks, São Paulo Storm) e nenhuma derrota até o momento na Superliga Nacional de Futebol Americano de 2016.
Ainda em 2016 a equipe anunciou a fusão com o Guará Esporte Clube, representando a equipe nas competições de futebol americano. O nome da equipe porém permaneceu o mesmo.

## Títulos
Torneio da Capital: 2007
 l Cerrado Bowl: 2016
 Conferência Centro-Oeste do Brasil Futebol Americano: 2018, 2019

## Elenco
| Número | Posição | Nome           |  | Número | Posição | Nome        |  | Número | Posição | Nome          |  | Número | Posição | Nome             |
| ------ | ------- | -------------- |  | ------ | ------- | ----------- |  | ------ | ------- | ------------- |  | ------ | ------- | ---------------- |
| 01     | WR      | Wellington     |  | 26     | ---     | ---         |  | 51     |         |               |  | 76     | DT      | James S.         |
| 02     | CB      | Charles Wagner |  | 27     | CB      | R. Nakamura |  | 52     | MLB     | P. Nakamura   |  | 77     | OT      | George           |
| 03     | CB      | Joshua Amaral  |  | 28     | ---     | ---         |  | 53     | OLB     | B. Matos      |  | 78     | OG      | Grangeiro        |
| 04     | K/P     | Paulo Octavio  |  | 29     | ---     | ---         |  | 54     | OLB     | Bira Régis    |  | 79     | ---     | ---              |
| 05     |         |                |  | 30     | RB/SLOT | Will        |  | 55     | OLB     | Gera Negão    |  | 80     | WR      | Sedropck         |
| 06     | K/P     | Pimentel       |  | 31     | ---     | ---         |  | 56     | DT      | Luan          |  | 81     | ---     | ---              |
| 07     | K/P     | Fialho         |  | 32     | FS      | Gustavo A.  |  | 57     | ---     | ---           |  | 82     | WR      | Guilherme Afonso |
| 08     | QB      | Pedro Amorim   |  | 33     |         |             |  | 58     | ---     | ---           |  | 83     | TE      | Shaq             |
| 09     | FB      | Igor           |  | 34     | ---     | ---         |  | 59     | DE      | Robson D.     |  | 84     | TE      | Tenente          |
| 10     | FS      | Babu           |  | 35     | SS      | Ivan        |  | 60     | OT      | Noleto        |  | 85     | TE      | Guilherme        |
| 11     | WR      | Muniz          |  | 36     | ---     | ---         |  | 61     | OT      | Sangaletti    |  | 86     | ---     | ---              |
| 12     | QB      | Tojal          |  | 37     | ---     | ---         |  | 62     | ---     | ---           |  | 87     | ---     | ---              |
| 13     | WR      | B2             |  | 38     | ---     | ---         |  | 63     | OG      | Thiago        |  | 88     | ---     | ---              |
| 14     | WR      | B1             |  | 39     | CB      | Fish        |  | 64     | OG      | Atila         |  | 89     | ---     | ---              |
| 15     | ---     | ---            |  | 40     |         |             |  | 65     | ---     | ---           |  | 90     | DE      | Ricardão         |
| 16     | ---     | ---            |  | 41     | ---     | ---         |  | 66     | ---     | ---           |  | 91     | DT      | Kingpin          |
| 17     | RB/SLOT | Hitman         |  | 42     | ---     | ---         |  | 67     | ---     | ---           |  | 92     | DT      | Gabriel Big      |
| 18     | ---     | ---            |  | 43     | FS      | Iuri        |  | 68     | DT      | Jaseel        |  | 93     |         |                  |
| 19     | ---     | ---            |  | 44     | RB      | Joãozinho   |  | 69     | DE      | Paulo Ramalho |  | 94     | MLB     | Alvaro           |
| 20     |         |                |  | 45     | MLB     | Roceiro     |  | 70     | ---     | ---           |  | 95     | DE      | Felipe Marques   |
| 21     | CB      | Maciel         |  | 46     | ---     | ---         |  | 71     | OG      | Felipe G.     |  | 96     | ---     | ---              |
| 22     | ---     | ---            |  | 47     | FS      | Louk        |  | 72     | OT      | Hugo Jones    |  | 97     | DT      | Ricardo Fiore    |
| 23     | SS      | Zille          |  | 48     | ---     | ---         |  | 73     | ---     | ---           |  | 98     |         |                  |
| 24     | ---     | ---            |  | 49     | ---     | ---         |  | 74     | ---     | ---           |  | 99     | DE      | Brutus           |
| 25     | WR      | Yamasaki       |  | 50     | MLB     | Ricardo Tod |  | 75     | OT      | Grijó         |  | ---    | ---     |                  |